# Kotjärnen (Vemdalens socken, Härjedalen)
Kotjärnen är en sjö i Härjedalens kommun i Härjedalen och ingår i Ljusnans huvudavrinningsområde.